# Тумеремо
Тумеремо (исп. Tumeremo) — город в штате Боливар на востоке Венесуэлы. Административный центр муниципалитета Сифонтес.

## История
В 1894 году группа поселенцев, прибывших из Британской Гвианы, попыталась поселиться на территории нынешнего муниципалитета Сифонтес, но венесуэльский генерал Доминго Антонио Сифонтес заявил права на этот район 2 марта 1894 года. После изгнания британских поселенцев из этого района  Доминго Антонио Сифонтес стал героем для местных венесуэльцев.
В марте 2024 года правительство Венесуэлы разработало законопроект, согласно которому Тумеремо станет административным центром спорного региона  Гуаяна-Эсекиба.